# لوئیس رویر
لوئیس رویر (انگلیسی: Louis Royer; ۱ اوت ۱۷۹۳ – ۵ ژوئن ۱۸۶۸) مجسمه‌ساز، و نقاش اهل بلژیک بود.